# Spathodus
Spathodus (Gr.: spathe = Schwert + odous = Zahn) ist eine Gattung afrikanischer Buntbarsche (Cichlidae), die mit zwei Arten endemisch im ostafrikanischen Tanganjikasee vorkommt. Nur im äußersten Süden des Sees fehlen die Fische.

## Merkmale
Spathodus-Arten werden maximal 8,5 bzw. 10 cm lang und ähneln den verwandten Gattungen Eretmodus und Tanganicodus. Im Unterschied zu diesen besitzen die beige bis rosabeige gefärbten Fische aber keine Vertikalstreifen. Horizontale Streifen oder zwei Reihen brauner Flecken können sichtbar sein. Auf Kopf und Rumpf befinden sich zahlreiche blaue Punkte. Gattungstypisch sind die sehr langen Zähne, die in einer Reihe oder in Gruppen zu drei bis vier Zähnen angeordnet sind. Die Oberkante der Zähne ist stumpf und steht schräg. Das Maul ist spitz. Im Alter bekommen die Tiere oft einen Stirnbuckel. Die Rückenflosse hat 21 bis 25 Flossenstacheln. Die Anzahl der Kiemenrechen liegt bei 12 bis 16.

## Arten
- Spathodus erythrodon Boulenger, 1900
- Spathodus marlieri Poll, 1950

## Lebensweise
Spathodus-Arten leben im ufernahen Flachwasser, Spathodus erythrodon meist in Tiefen von weniger als 30 cm, Spathodus erythrodon meist in Tiefen von etwa zwei Metern. Die Fische ernähren sich von Mikroorganismen, die sie aus dem Aufwuchs picken. Die Weibchen sind Maulbrüter.